# تان‌آن
تان‌آن (به ویتنامی: Xã Tân Ân) یک قصبه در ویتنام است که در استان کاماو واقع شده‌است.